# Hans Palm
Hans Palm (* 15. Februar 1951 in Burg (Dillkreis); † 6. April 2013 in Frankfurt am Main) war ein deutscher Europameister im Fernschach.

## Schach
Mit 11 Jahren erlernte Hans Palm das Schachspiel. Nach einigen Turnieren im Nahschach – u. a. 1969 Teilnahme an der Jugendmeisterschaft von Hessen – begann er Anfang der 1970er Jahre Fernschach zu spielen.
Zunächst gewann er das 8. deutsche Fernschach-Pokalturnier 1972/78. Parallel dazu stieg er bis in die Meisterklasse auf und qualifizierte sich für die 15. Europameisterschaft. Hier siegte er 1980 und wurde somit Europameister.
Palm beteiligte sich an den Fernschach-Olympiaden 9, 10 und 11. Dabei erzielte er in der Endrunde der 9. Olympiade mit 6,5 aus 8 das beste Ergebnis aller Teilnehmer. Auch war er spielberechtigt im 3/4-Finale der 11. FS-Weltmeisterschaft.
Für seine Erfolge erhielt er 1981 den Titel Internationaler Meister des Fernschachs. 1998 betrug seine Elo-Zahl 2567.

## Privates
Palm studierte Mathematik und Betriebswirtschaft. Danach arbeitete er als Organisationsleiter.